# Парень (песня)
«Парень» — песня украинской певицы Светланы Лободы, выпущенная 1 декабря 2017 года в качестве сингла на лейбле Sony Music Entertainment. Автором песни стал экс-участник группы «Инь-Ян» Артём Иванов. Предполагалось, что песня станет лид-синглом в поддержку будущего альбома певицы.

## Музыкальное видео
Премьера музыкального видео на песню, состоялось 25 января 2018 года. Режиссёром клипа стала продюсер Лободы Нателла Крапивина, в качестве оператора был привлечён Иван Гудков, который ранее снимал «Оттепель», «Плюс один» и «Питер FM». В главной роли снялся Назар Грабар, уже снимавшийся у Лободы в клипе на песню «Твои глаза». В клипе Лобода предстаёт в образе холодной, страстной и способной на все ради своего внезапного увлечения женщины-вамп.
Съёмки проходили в готическом замке. В клипе была использована реальная чёрная пантера, Лобода рассказала, что животное было не в духе из-за того что ему пришлось долго ждать своего выхода, что доставило некоторые трудности. Кроме того, на съёмках был задействован реальный вертолёт, из-за которого бюджет клипа значительно увеличился. По заверениям создателей, это один из самых масштабных и дорогостоящих видеоклипов в истории отечественного шоу-бизнеса.
Российский певец Элвин Грей обвинил певицу и режиссёра клипа в плагиате на своё видео «Уфтанма», которое было выпущено за месяц до «Парня», якобы создатели подсмотрели идею ужина вампира и его возлюбленной у него. Однако Грей не стал подавать на певицу в суд. Ни Лобода, ни её менеджмент никак не прокомментировали данный выпад.

## Награды и номинации
На «Премии RU.TV 2018» «Парень» получил номинацию в категории «Лучшее видео», однако уступил победу клипу «Моя любовь» Макса Барских.

## Чарты
| Чарт (2018)                                | Высшая позиция |
| ------------------------------------------ | -------------- |
| Киев (Tophit City & Country Radio Hits)    | 12             |
| Москва (Tophit City & Country Radio Hits)  | 13             |
| Россия (TopHit City & Country Radio Hits)  | 4              |
| Россия (TopHit Radio & YouTube Hits)       | 4              |
| СНГ (TopHit Radio Hits)                    | 4              |
| Украина (TopHit City & Country Radio Hits) | 17             |

| Чарт (2018)                                | Высшая позиция |
| ------------------------------------------ | -------------- |
| Киев (Tophit City & Country Radio Hits)    | 18             |
| Москва (Tophit City & Country Radio Hits)  | 18             |
| Россия (TopHit City & Country Radio Hits)  | 7              |
| Россия (TopHit Radio & YouTube Hits)       | 8              |
| СНГ (TopHit Radio Hits)                    | 6              |
| Украина (TopHit City & Country Radio Hits) | 19             |
| Украина (TopHit Radio & YouTube Hits)      | 33             |

### Годовые чарты
| Чарт (2018)                                | Позиция |
| ------------------------------------------ | ------- |
| Киев (Tophit City & Country Radio Hits)    | 107     |
| Москва (Tophit City & Country Radio Hits)  | 55      |
| Россия (TopHit City & Country Radio Hits)  | 28      |
| Россия (TopHit Radio & YouTube Hits)       | 43      |
| СНГ (TopHit Radio Hits)                    | 28      |
| Украина (TopHit City & Country Radio Hits) | 86      |
| Украина (TopHit Radio & YouTube Hits)      | 185     |

## История релиза
| Регион | Дата           | Формат                      | Версия           | Лейбл                    | Прим.  |
| ------ | -------------- | --------------------------- | ---------------- | ------------------------ | ------ |
| Мир    | 1 декабря 2017 | Цифровая загрузка, стриминг | Оригинальная     | Sony Music Entertainment | [ 29 ] |
| СНГ    | 1 декабря 2017 | Радиоротация                | Оригинальная     | Sony Music Entertainment | [ 13 ] |
| Мир    | 2 февраля 2018 | Цифровая загрузка, стриминг | Dj Antonio remix | Sony Music Entertainment | [ 30 ] |
| СНГ    | 2 февраля 2018 | Радиоротация                | Dj Antonio remix | Sony Music Entertainment | [ 31 ] |